# 人道主義對話中心
人道主義對話中心，也稱亨利·杜南人道主義對話中心，致力於通過調解和外交手段來預防和解決世界各地的武裝衝突。    
人道主義對話中心是一家總部位於瑞士日内瓦的非營利組織，成立於 1999 年，中心秉承人性、公正和獨立的原則，以第三方中立機構的身分開展預防國際衝突、危機管理和解決爭端的工作。人道主義對話中心由獨立董事會監督，定期向捐助者提交報告，並每年接受財務審計。  
2022年，人道主義對話中心被授予卡內基沃特勒和平獎（Carnegie Wateler Peace Prize），表揚其「通過包括調解在內的手段，促使各方協力合作結束衝突」。   

## 活動
人道主義對話中心在非洲、中東、歐亞大陸、亞洲和拉丁美洲開展多軌調解與和平項目。 中心與國際、國家和地方各級的政治參與者、武裝組織和其他具影響力的各方合作，同時支持社區和邊緣化群體在和平進程中發揮積極作用。 
中心與聯合國、區域組織、各國政府、民間社會團體和其他夥伴合作，協助衝突各方進行調解，支持和平談判並加強各方調解進程。 
在高風險地區，人道主義對話中心透過促進援助物資安全通行，從而支持國際人道救援活動 ，並聚焦氣候與環境、性別包容和有組織犯罪等加劇衝突的議題促進調解。 
為了反映社交媒體對衝突的影響以及網絡操作帶來的地緣政治風險，中心設有專門的「數字衝突」團隊，支持和平進程並尋求促進政策制定者、技術平台和調解界的多邊參與。 
人道主義對話中心對衝突進行研究和分析，並對外發布各種報告和指導材料，以進一步推進國際調解與締造和平的努力。  
中心與挪威外交部合作，共同主辦奧斯陸論壇，提供平台讓各方分享經驗和知識。奧斯陸論壇始於 2003 年，是由國際衝突調解人、高級決策者和其他和平進程行為體參與的年度務虛會。會議旨在透過討論當前各地衝突局勢以及建設和平的問題和挑戰，凝聚各方努力並促進各方尋求新突破。
2023年4月，中心表彰尼日利亞前總統奧盧塞貢·奧巴桑喬在埃塞俄比亚提格雷州的和平調解努力。 

## 中心項目
印尼： 中心在 1999 年成立後不久後的第一個調解項目，為 2005 年印尼政府與自由亞齊運動成功談判奠定基礎，達成最終的和平協議。   
西班牙： 15 年來，中心協助平息長達多年的暴力衝突，最終以巴斯克武裝組織埃塔（ETA）的解散告終。 埃塔的最後聲明於2018 年 5 月 3 日由人道主義對話中心總部公開。 
黑海穀物倡議：在俄羅斯和烏克蘭就重啟重要糧食運輸進行談判期間，中心為聯合國和土耳其主導的談判進程提供了建議和緊密支援。   
薩赫勒地區：在一個面對政治不穩、襲擊頻繁以及為水資源和土地衝突的地區，中心圍繞自然資源共享達成了各種協議，並在馬里、尼日爾、布基納法索、毛里塔尼亞和乍得建立了調解網絡。   
尼日利亞：中心召集不同團體對話，以解決中間地帶有關土地、水源和政治權力的衝突。 2021年，中心為衝突社區達成首個社交媒體和平協議，此後又達成了共享自然資源的和平協議。    
利比亞：作為支持利比亞和平進程的一方，中心於 2020 年 8 月斡旋停火，並在利比亞主要利益攸關方之間達成協議，促使各方重返談判桌。經過多方努力達成正式停火協議，另外在聯合國斡旋下，臨時政府達成政治協定，確定選舉路線圖以及未來內閣中女性代表的比率。      
菲律賓: 自2004年起，中心一直致力於調解菲律賓南部的衝突，包括支持2014年的和平談判，以及允許在棉蘭老島穆斯林地區建立邦薩摩羅自治區的法案，另外還包括社區對話會議和調解員培訓。
南海： 中心召開雙軌對話，防止海岸警衛隊之間的暴力升級和避免漁產資源崩塌。對話促使中國、越南、馬來西亞、印尼和菲律賓就防止海上事故制定原則，以及在漁業管理方面達成科學共識。    
突尼西亞： 中心促成了選舉憲章，這是突尼西亞所有主要政黨達成的一項協議，使 2014 年選舉能夠和平進行。   
塞內加爾：中心自 2014 年以來一直致力於在塞內加爾政府和卡薩芒斯民主力量運動 (MFDC) 之間創建一個談判平台。在幾內亞比紹總統烏馬羅·西索科·恩巴洛的主持下，中心支持塞內加爾政府和MFDC南部各派於 2022 年 8 月 4 日簽署了裁軍路線圖。   
哥倫比亞： 中心努力加強 2016 年和平協議的正面成果，包括支持由前哥倫比亞革命武裝力量游擊隊經營的「和平叢林 」(Manigua de Paz) 項目，發展可持續巧克力業務。 
人道主義對話中心各種公開和保密的和平調解活動也在以下地區進行：蘇丹 、敘利亞、 肯尼亞、中非共和國、利比里亞 、索馬里 、東帝汶 、布隆迪和尼泊爾。 

## 歷史和領導
人道主義對話中心的成立是為了追隨紅十字會創始人、首屆諾貝爾和平獎共同得獎者亨利·杜南的人道願景，通過調解和對話減少武裝衝突造成的苦難。中心最初的成立目的是提供一個就人道問題進行對話的低調場所。 
組織多年來不斷發展，活動包括支持以人道主義為目標的談判，並應亞齊衝突各方的要求迅速擴大範圍，包括通過調解和預防衝突解決紛爭。 
2015 年 7 月，瑞士聯邦委員會授予中心特殊地位，賦予其特權和豁免權，旨在使其能夠在全球範圍內開展維護和平的工作。 
馬丁·格里菲思（Martin Griffiths）是中心的創始執行主任，並於 1999 年至 2010 年 7 月期間領導該組織。他曾短暫（2010 年 7 月至 2011 年 3 月）由時任中東地區主任和紅十字國際委員會前總幹事安吉洛·納丁格 (Angelo Gnaedinger) 接替。
前新西蘭外交官和聯合國官員韓達偉 (David Harland)於 2011 年 4 月被任命為人道主義對話中心的執行主任。 此前，韓達偉任聯合國維持和平行動部歐洲和拉丁美洲司司長。韓達偉曾經在中國生活與留學一段時間，包括在廈門大學留學一年。

## 資金來源
人道主義對話中心獲得來自多國政府和私人基金會的支持和項目資金。 
2021年，中心年收入為 4,600 萬瑞士法郎。  2022年收入為4,800 萬瑞士法郎。

## 外部鏈接
- 官方網站 （页面存档备份，存于）
- 官方領英網站
- 奧斯陸論壇網站 （页面存档备份，存于）